# 沃爾納特鎮區 (朱厄爾縣)
沃爾納特鎮區（英語：Walnut Township）為位在美國堪薩斯州朱厄爾縣的鎮區。2010年美国人口普查中該鎮區人口有54人。

## 地理
沃爾納特鎮區涵蓋面積102.21平方（39.46平方英里），其中0.07平方公里或0.07%為水域。

### 非建制地區
- 北布蘭奇

### 鄰近鎮區
- 朱厄爾縣
  - 鎮區（東）
  - 霍姆伍德鎮區（東南）
  - 鎮區（南）
  - White Mound鎮區（西南）
  - 海蘭鎮區（西）

### 主要公路
- 128號堪薩斯州州道（K-128）

## 外部連結
- U.S. Board on Geographic Names (GNIS) （页面存档备份，存于）
- United States Census Bureau cartographic boundary files （页面存档备份，存于）
- US-Counties.com
- City-Data.com （页面存档备份，存于）